# Luis „McGrady” Gallego
Luis „McGrady” Gallego az amerikai Szökés című sorozat egyik kitalált szereplője. Carlo Alban alakítja.

## Háttér
Luist a börtönön kívül családja várja, apja ahogyan csak tud, segít fiának.

## Szerepek

### 3. évad
McGrady egy 17 éves rab a Sonában. Michaelnek többször is beszél az amerikai kultúráról és az NBA-ről, mivel szereti a kosárlabdát. Később megtudjuk, hogy Luisnak hívják. Gyorsan Michael barátja lesz, de eleinte hezitál, hogy segítsen-e neki, mivel Michaelnek sok ellensége is van a börtönben, ő pedig nem keresi a bajt. Ám végül is segít neki megszerezni dolgokat, amik a szökési tervhez kellenek. 
A tizenegyedik, Startra készen! epizódban megtudja, hogy Michaelék szökni akarnak és kéri, hogy őt is vigyék magukkal. Michael, attól tartva, hogy megölik a fiút, először nemet mond. Később elmondja, hogy milyen következményei lesznek, ha megszöknek és beveszi Luist is a tervbe. A Menny és Pokol epizódban McGrady sikeresen megszökik a Sonából Michaelékkel együtt, de különválik tőlük és az apjával folytatja útját egészen Kolumbiáig, ahol a családja nagy ünnepséggel várja.